# 张超伦
张超伦（1918年12月—2018年3月2日），贵州威宁石门坎人，苗族，中华人民共和国政治人物，原贵州省卫生厅长、省政协副主席。

## 生平
张超伦出生于贵州威宁的苗寨石门坎，1932年进入成都华西协合高级中学就读。1936年考入华西协合大学医牙学院。1943年毕业，获本校以及美国纽约州立大学的医学博士学位。此后曾在云南、贵州等地从医。1949年加入中国民主同盟。中华人民共和国成立后，张超伦于1951年起出任贵州省卫生厅首任厅长。文化大革命期间他被打成三反分子、反动学术权威，受到迫害。文革结束后，他于1981年至1997年间出任第四至七届贵州省政协副主席。1983年加入中国农工民主党，并曾任农工党贵州省主任委员、名誉主任委员，农工党中央委员、常委等职。此外，他还是第二至四届全国政协委员，第五届全国政协常委。
2018年3月2日，张超伦在贵阳因病逝世。